# Attiliosa bozzettii
Attiliosa bozzettii is een slakkensoort uit de familie van de Muricidae. De wetenschappelijke naam van de soort is voor het eerst geldig gepubliceerd in 1993 door Houart.